# Karl Brugmann
Karl Friedrich Christian Brugmann, född 16 mars 1849 i Wiesbaden, död 29 juni 1919 i Leipzig, var en tysk språkforskare.
Brugmann promoverades till filosofie doktor i Leipzig på avhandlingen De Græcæ linguæ productione suppletoria (i Georg Curtius "Studien zur griechischen und lateinischen Grammatik", band IV). Efter att ha avlagt gymnasieöverlärarexamen i Bonn 1871 verkade han som överlärare vid gymnasier i Wiesbaden och från 1873 i Leipzig. Han blev 1877 docent i sanskrit och jämförande språkvetenskap vid universitetet där (på avhandlingen Zur Geschichte der Nominalsuffixe -as, -yas und -vas, i Kuhns Zeitschrift, band XXIV) och befordrades 1882 till extra ordinarie professor där. Åren 1877-84 verkade han därjämte som adjunkt vid det med universitetet förbundna kejserliga ryska filologiska institutet. År 1884 kallades han till Freiburg im Breisgau som ordinarie professor i jämförande språkvetenskap, men återvände 1887 till Leipzig som ordinarie professor i indoeuropeisk språkvetenskap (efter Curtius).
Brugmann var en av sin tids främsta språkforskare med avgörande betydelse för den indoeuropeiska språkvetenskapens utveckling. Genom sina avhandlingar om "Nasalis sonans" och "Zur stammabstufenden Deklination" fick den nyare vokalläran sitt genombrott, och i sitt epokgörande arbete Grundriss der vergleichenden Grammatik samlade, systematiserade och utvidgade han de resultat den indoeuropeiska språkvetenskapen hittills uppnått. Han utgav från 1890 (tillsammans med Wilhelm Streitberg) "Indogermanische Forschungen". År 1899 blev han ledamot av Vetenskapssocieteten i Uppsala.